# 1936 dans les chemins de fer
Chronologie des chemins de fer
1935 dans les chemins de fer - 1936 - 1937 dans les chemins de fer

## Évènements

### Janvier
- 1er janvier.  Suisse :   électrification de la ligne Lausanne – Bercher en 1 500 V à courant continu (compagnie du LEB).

### Août
- Août, France : création du billet populaire de congés annuels à tarif réduit par Léo Lagrange, sous-secrétaire d'État aux Loisirs et aux Sports du gouvernement Blum.

### Octobre
- 4 octobre, Viêt Nam : inauguration de la section Tuy-Hoa-Dai-Lanh du transindochinois. Celui-ci est désormais complet sur la totalité du parcours (1730 kilomètres). (Chemins de fer de l'Indochine)

## Décès
- 3 août : décès de Fulgence Bienvenüe